# Sabor de Gràcia
Sabor de Gràcia és un grup de rumba catalana format per gitanos catalans de Gràcia. Canten principalment en català, alternant-lo amb el castellà. Creat per Sicus Carbonell el 1994, el grup va publicar el seu primer àlbum el 1997 i des d'aleshores s'ha mantingut actiu. Al llarg de la seva carrera, Sabor de Gràcia ha retut homenatge a tota una generació d'artistes, entre ells Joan Manuel Serrat, Gato Pérez, Peret, El Pescaílla i la família de Lola Flores.

## Trajectòria

### Primers anys
El seu primer àlbum, Tots els colors (1997), aplegava temes propis i una versió de la cançó de Joan Manuel Serrat —«Me'n vaig a peu»— en què reivindicaven l'herència del Gato Pérez, un dibuix del qual il·lustrava la portada del disc. Aquest debut els va portar a tocar arreu de Catalunya, inclòs el Palau de la Música.

### La dècada 2000-2009
El 2000 varen realitzar la banda sonora oficial de la peli cula El gran gato de Ventura Pons, acompanyant-hi artistes com ara Los Chichos, Luis Eduardo Aute, Moncho, Benjamin Escoriza, Martirio i Lucrecia entre d'altres.
El 2004 varen publicar un nou treball en castellà, El mundo baila (K. Indústria), amb cançons emblemàtiques com ara «Pescadilla» —un tribut al Pescadilla—, «El mundo baila» o «El ritmo de Juanito». Amb aquest treball feren diverses actuacions per tot l'estat espanyol i una gira per Veneçuela, Puerto Rico i els EUA. El 2005, el cantant Sicus Carbonell creà el grup Patriarcas de la Rumba i va editar el disc Cosa nostra, amb el qual varen fer gira junts per tot Europa.
El 2006 sortí al mercat el disc La cançó amb rumba, un homenatge a la Nova Cançó amb versions "rumberes" de «L'Estaca», «Qualsevol nit pot sortir el sol», «L'Home estàtic», «A Margalida» o «Què volen aquesta gent?», entre d'altres. Per a aquest treball, Sabor de Gràcia va comptar amb la col·laboració, entre d'altres, de Gertrudis, Els Pets i La Troba Kung Fu. L'àlbum es presentà a la sala gran de l'Auditori de Barcelona, amb gira posterior per l'Argentina. En un sol estiu, el grup va fer més de quaranta concerts amb el contingut de l'àlbum arreu de Catalunya.
El 2008, Sabor de Gràcia fou nominat als Premis Goya per la cançó «Podemos volar juntos» de la pelicula El Patio de mi cárcel. El 2009, el grup va llegir el pregó de la Festa Major de Gràcia i el mateix any sortí un EP solidari anomenat Canciones de hambre y esperanza, tota la recaptació del qual es destinà a l'ONG Carumanda. En total es van recaptar 5.000 euros per a construir una escola a Bucaramanga (Colòmbia). El disc anava acompanyat d'un vídeoclip on havien participat, entre d'altres, esportistes com ara Callejón i Joan Verdú, els germans Grimau i Jordi Trias, Iker Romero, David Barrufet, Nacho Solozábal, Àlex Corretja, el locutor de TV3 Jordi Robirosa o el cantant Leslie dels Sirex.

### La dècada 2010-2019
El 2010 editaren el disc Sabor pa'rato, amb col·laboracions entre altres d'Ojos de Brujo, El Parrita, José el Francés, Chonchi Heredia, Los Manolos o El Negri. Era un disc amb una sonoritat més llatina-gitana, però sense perdre l'essència de la rumba catalana i el "ventilador". La gira promocional la varen fer per l'estat espanyol, França i Bèlgica.
El 2011, Sicus Carbonell publicà el llibre Sicus, 20 anys amb sabor de rumba, escrit per Cinta S. Bellmunt. A l'interior s'hi incloïa un DVD amb diversos vídeoclips i actuacions i un CD produït per Toni Xuclà. Aquell mateix any es llançà el documental Gitanos catalans, co-dirigit per Sicus Csrbonell i amb música de Sabor de Gràcia.
El 2012, el grup estigué present al concert «Les nostres cançons contra la sida» i el 2013, al Concert per la Llibertat celebrat al Camp Nou.
El 2015 publicaren Gitanos catalans, disc amb col·laboracions de Steve Hogarth (Marillion), Pep Sala, Las Migas, Titot, Txarango i Òscar Dalmau entre d'altres. L'àlbum incloïa quinze cançons, amb títols destacats com ara «Gitanos catalans», «M'agrada la rumba», «Una mirada a Barcelona» i les versions de «Pensant en tu», «D'un temps, d'un país» o «Boig per tu» i se'n varen fer més de trenta concerts per Catalunya i França.
El 2018 van publicar el disc Sabor a Peret. Sabor a Peret (Discmedi 2018), es un doble disc d'homentage el rei de la rumba catalana, amb col·laboracions de luxe com Oscar d'Leon, Nicolas Reyes & Tonino Baliardo The Gipsy Kings, Estrella Morente, Los del Rio, Moncho, Pau DOnes, Jery Medina, Lucrecia, Diego Amador, Same Rey, Siempre Así, Gospelsons, Wichy Camacho, Joshua Marcel, Amisatdes Peligrosas, La Pegatina, Txell Sust, Cathy Claret, Los Banis, Paco Ortega, Dani Pubill el Legado de Peret i la col·laboració pòstuma del mestre Peret. El disc el varen gravar a diverses ciutats.

## Membres
- Antoni "Sicus" Carbonell: veu
- David Torras: guitarra acústica i elèctrica
- Toni Reyes: baix i cors
- Sicus Jr: veu i cors
- Ramón Giménez: guitarra i cors
- Rubén Carmona: bateria i calaix
- Marion Candela: percussió
- Jack Chagataga: piano, teclat i cors
- Thais Hernández: cors
- Carol Duran: violí i cors
- Montse Selma: Ball
- Mar Bachs: Ball

## Discografia
- Tots els colors (1997)
- El gran gato (banda sonora; 2000)
- El mundo baila (K Indústria Cultural, 2004/2005)
- La cançó amb rumba (Stress Music, 2006)
- Canciones de hambre y esperanza (EP; 2009)
- Sabor pa'rato (2010)
- Gitanos catalans (2015)
- Sabor a Peret (Discmedi, 2018)
- 25 A (recopilació; Discmedi, 2020)
  - 25 años (recopilació; Discmedi, 2020)
  - 25 anys (recopilació; Discmedi, 2020)